# جو موريس سينيور
جو موريس سينيور (بالإنجليزية: Joe Morris, Sr.)‏ هو عسكري أمريكي، ولد في 19 أبريل 1926، وتوفي في 17 يوليو 2011.